# Cathédrale de la Résurrection-et-Saint-Thomas de Zamość
La cathédrale de la Résurrection-et-Saint-Thomas est la cathédrale qui se trouve dans la vieille ville de Zamość (Pologne) édifiée à la fin du XVIe siècle, de style Renaissance, et comportant un clocher séparé, servant de tour d'observation. Sa voûte typique du maniérisme polonais, âge d'or de la Pologne entre 1550 et 1650, et son tabernacle en argent de style rococo, sont magnifiques.

## Histoire
La cathédrale, initialement église collégiale, est conçue par l'architecte italien Bernardo Morando en 1587, de style associé aux églises italiennes des XVe et XVIe siècles.
Une reconstruction importante est réalisée lors des partitions territoriales, en 1824-1826, sous le commandement du général Jean-Baptiste Mallet de Grandville, chargé de l'expansion et de la modernisation de la forteresse de Zamość.
Les édifices religieux de la ville ont été rattachés  à l'évêché de Zamość-Lubaczów en 1992.
Grâce au financement de l'Union européenne obtenu en 2010, les projets de rénovation de la cathédrale et du beffroi ont pu se concrétiser. Les bâtiments existants de la fin du XVIe siècle et du début du XIXe siècle ont été restaurés.

## Chapelle Zamoyski
La chapelle de la famille Zamoyski abrite une pierre tombale en marbre noir renfermant le corps de Jan Zamoyski et de son fils Tomasz Zamoyski. Cette chapelle  confine aussi des monuments funéraires de familles nobles et d'hommes célèbres.

## Galerie

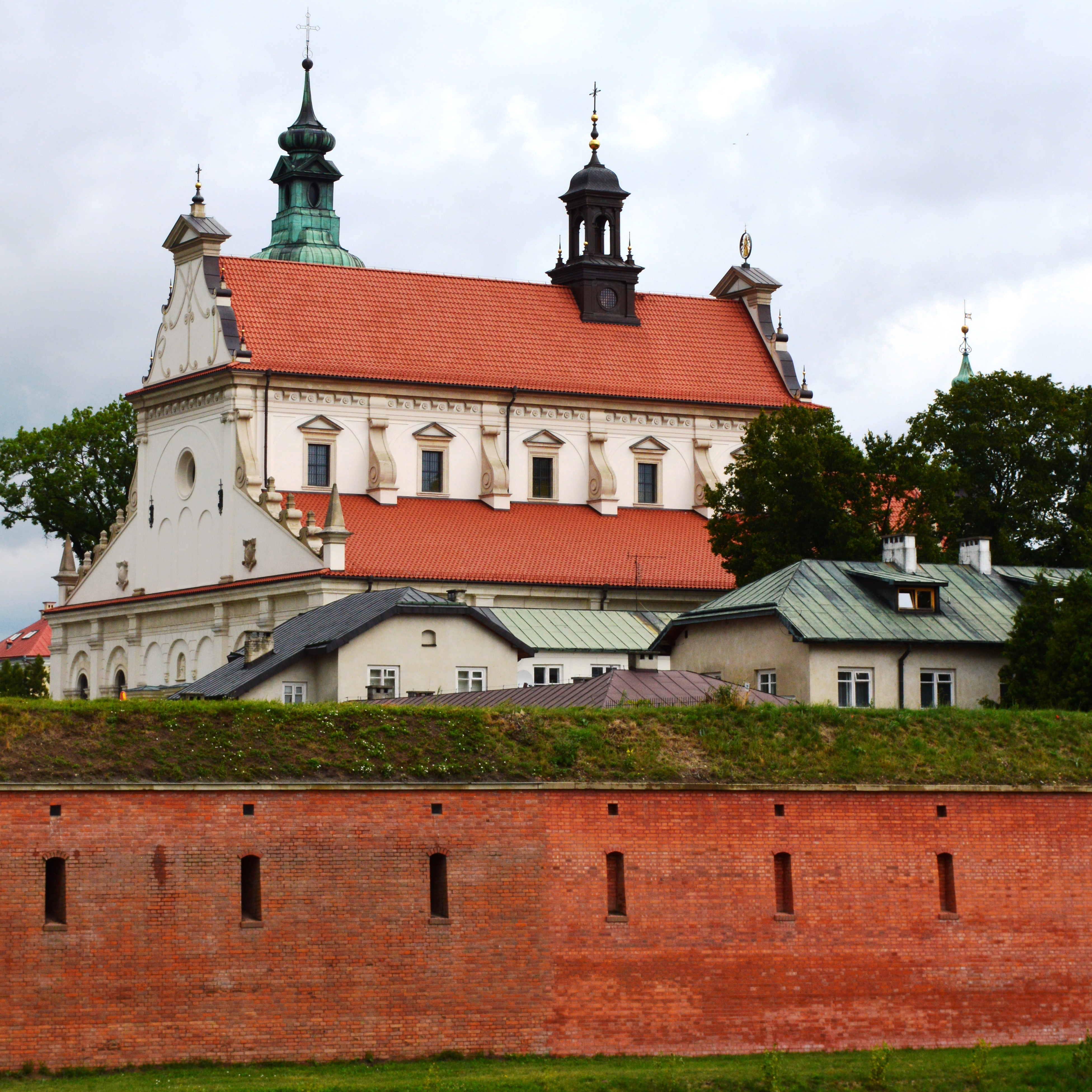
La cathédrale avec les fortifications de la ville.
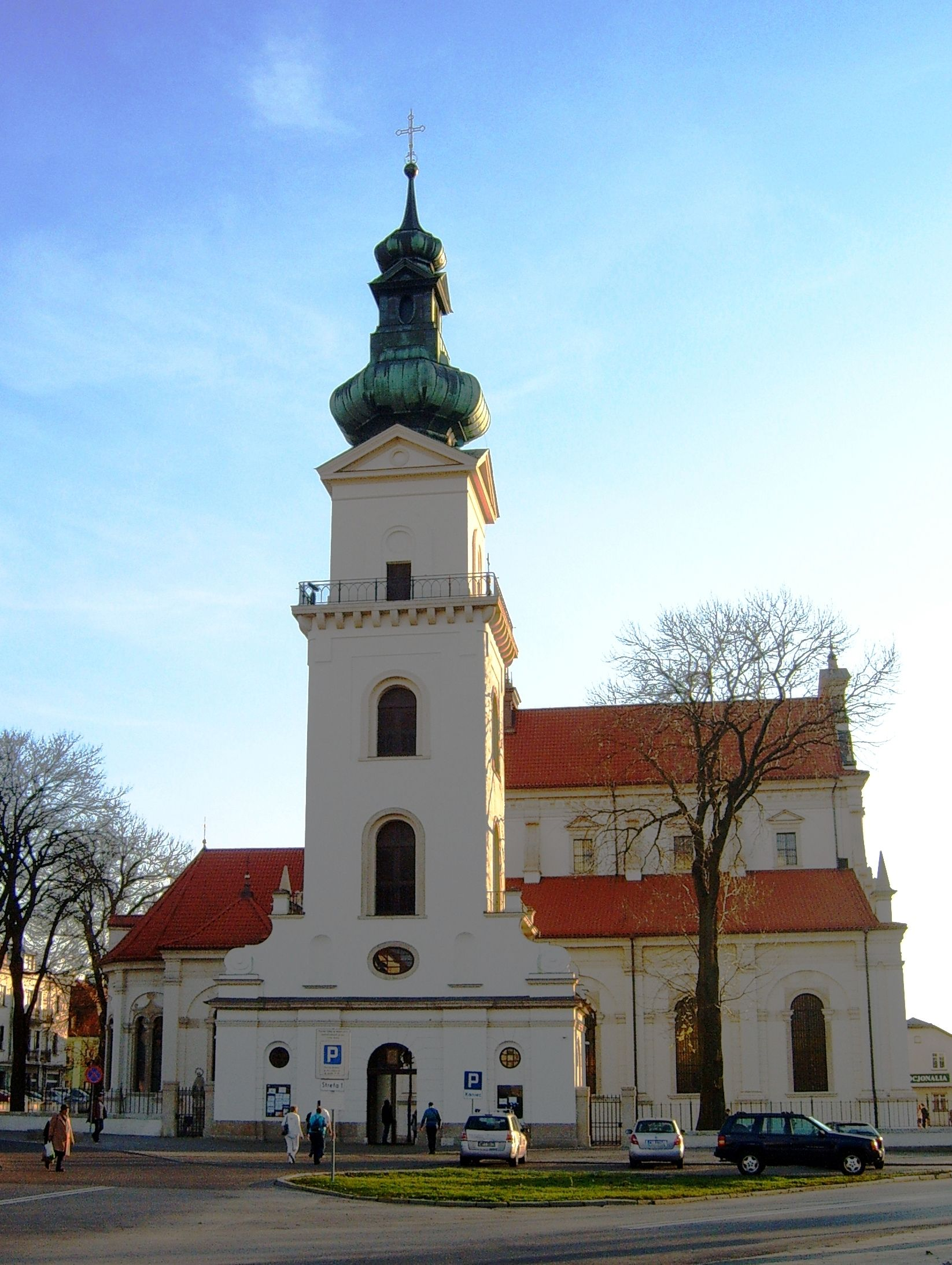
Le clocher-tour ou beffroi.
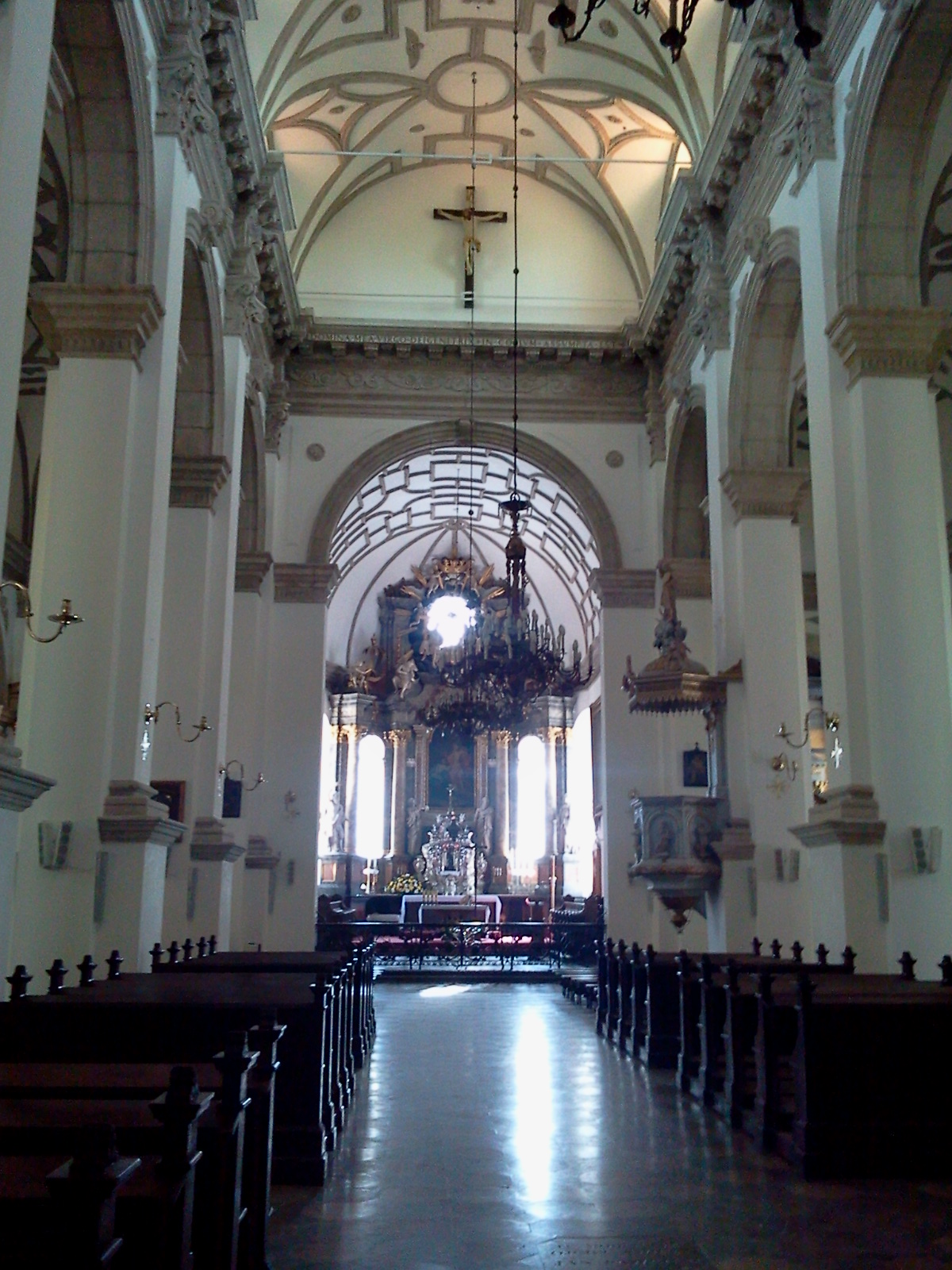
La nef centrale.
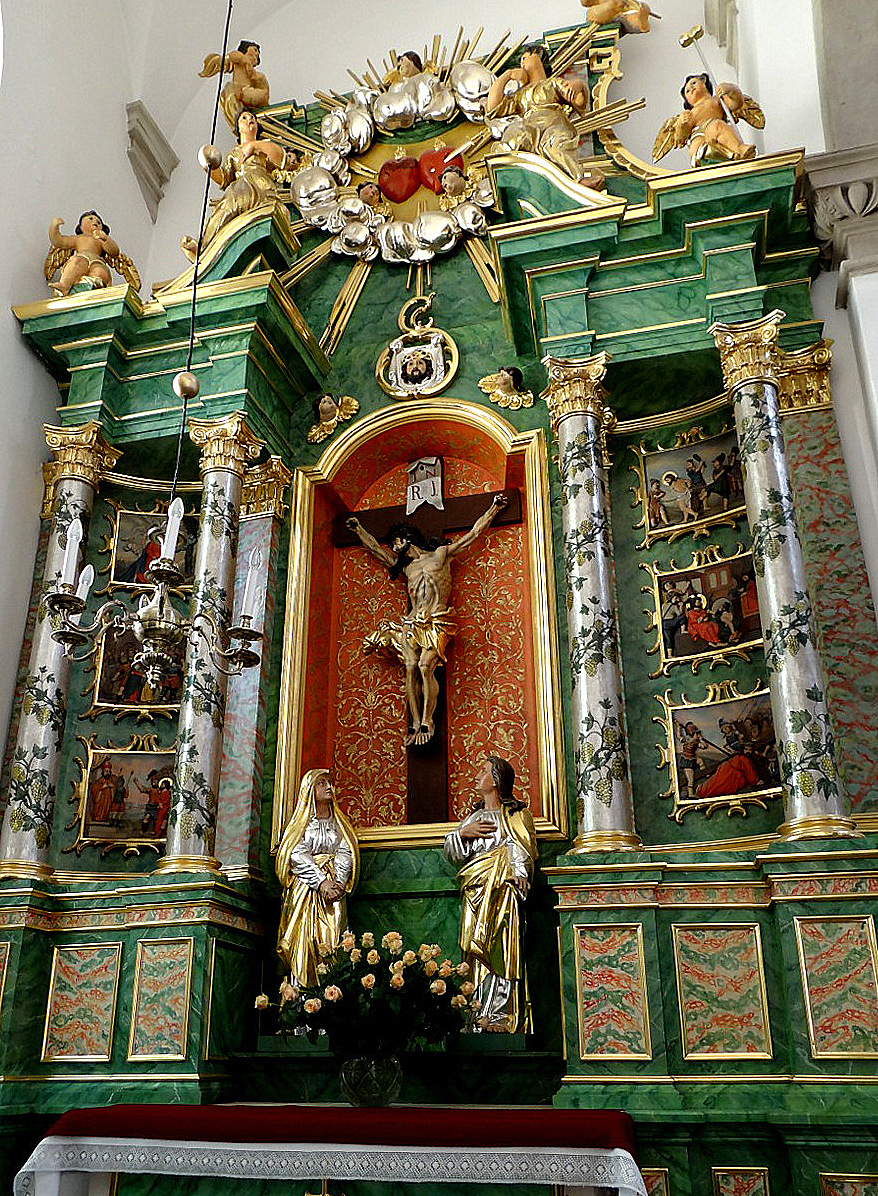
Le maître-autel.
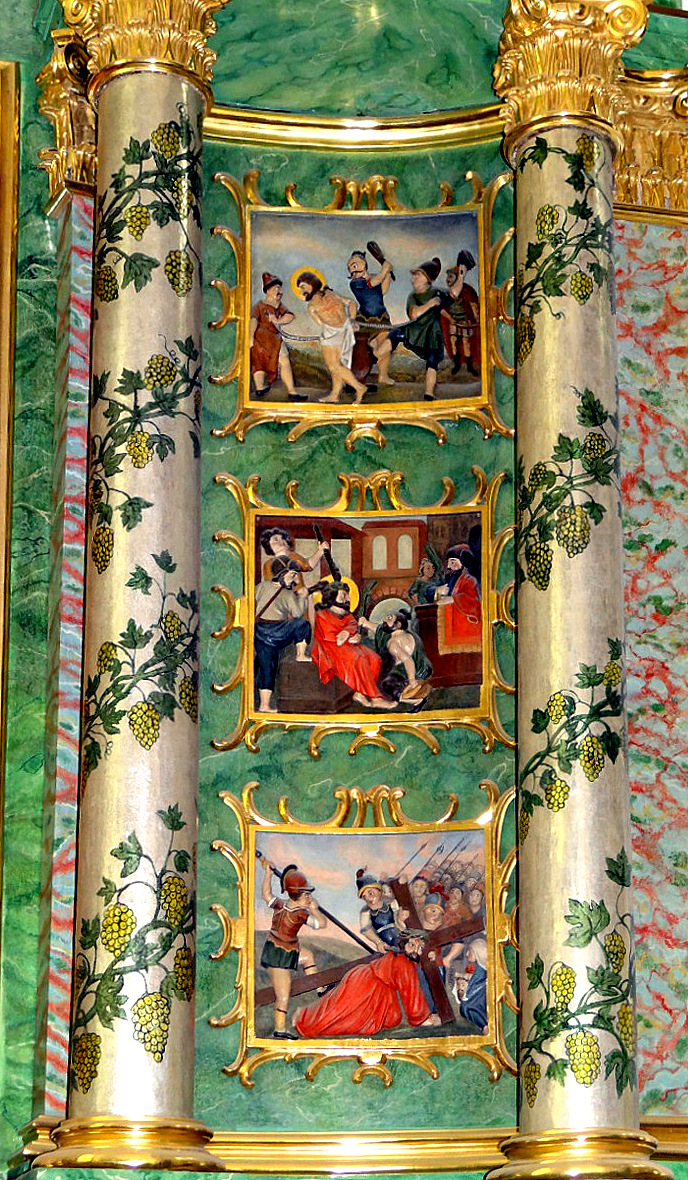
Une partie du Chemin de croix.
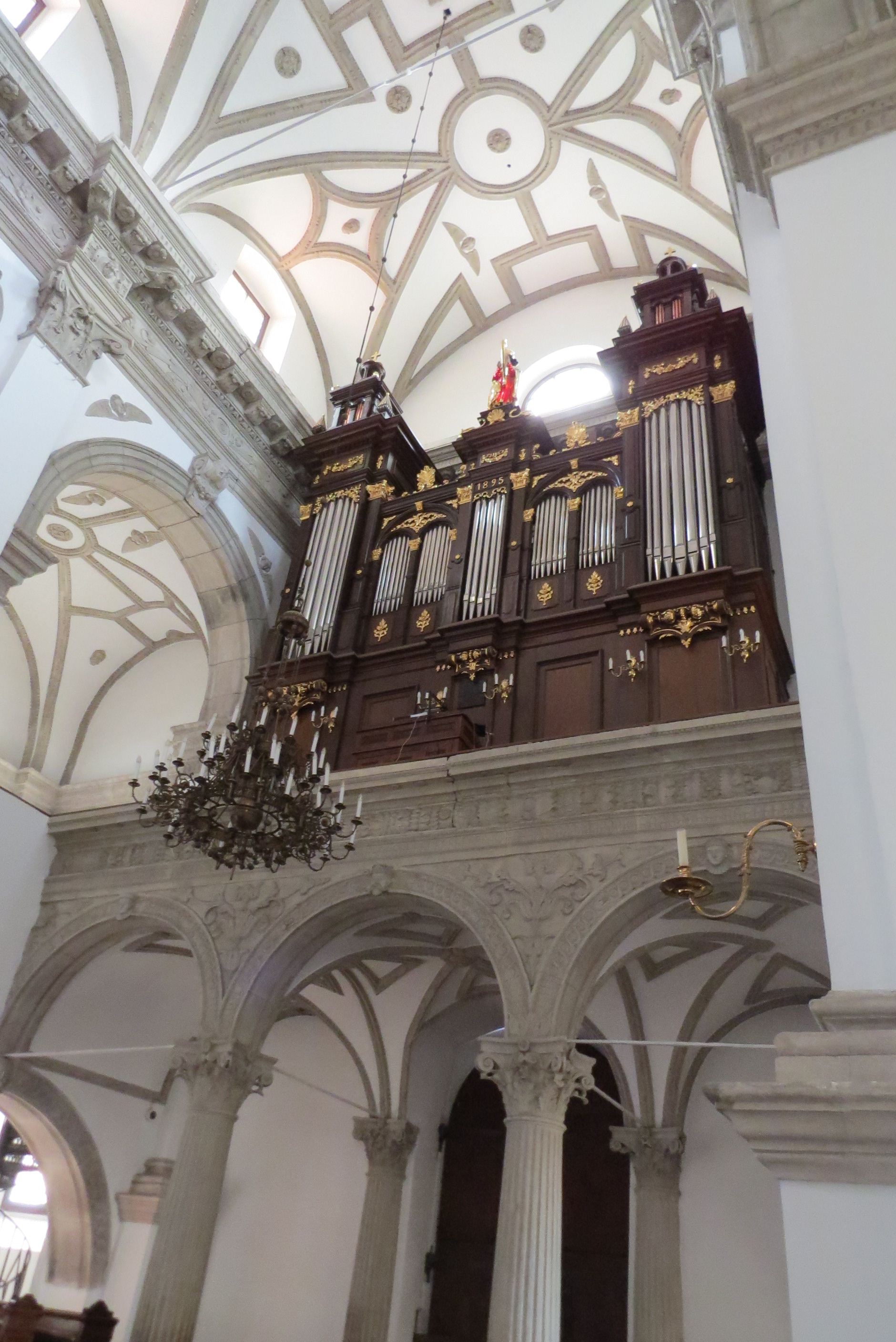
L'orgue de tribune.
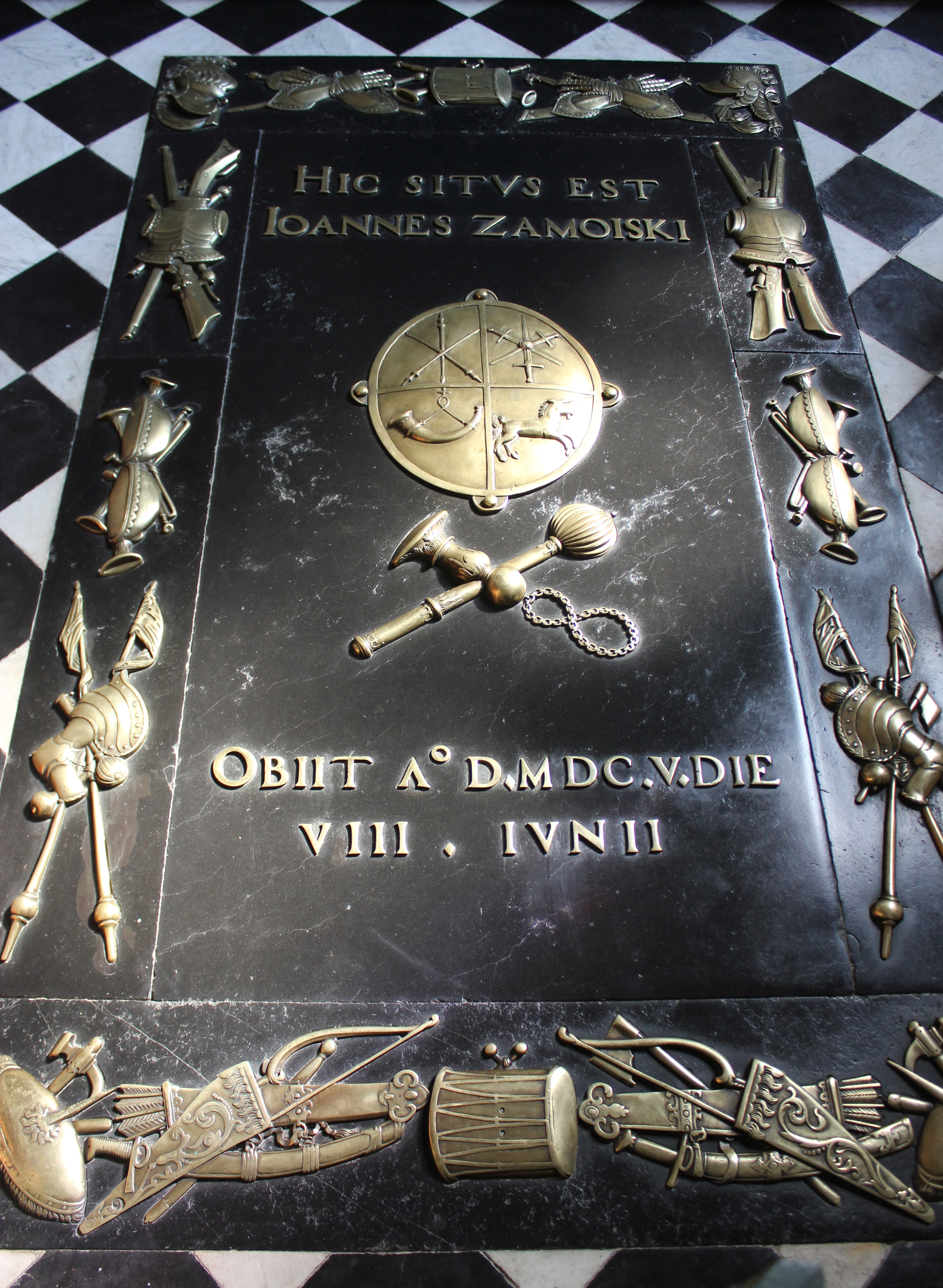
Dalle funéraire de Jan Zamoyski.

### Articles liés
- Diocèse de Zamość-Lubaczów
- Liste des cathédrales de Pologne